# Левате
Левате (італ. Levate) — муніципалітет в Італії, у регіоні Ломбардія,  провінція Бергамо.
Левате розташоване на відстані близько 480 км на північний захід від Рима, 39 км на північний схід від Мілана, 8 км на південний захід від Бергамо.
Населення — 3837 осіб (2014).
Щорічний фестиваль відбувається 29 червня. Покровитель — SS. Pietro e Paolo.

## Демографія
Населення за роками:

Станом на 1 січня 2023 року в муніципалітеті офіційно проживало 288 іноземців з 37 країн, серед них 34 громадяни країн Євросоюзу та 15 громадян України.

## Сусідні муніципалітети
- Комун-Нуово
- Дальміне
- Озіо-Сопра
- Озіо-Сотто
- Стеццано
- Верделліно
- Верделло